# Šarići (Marčana)
 Šarići   (olaszul: Sarici) falu Horvátországban, Isztria megyében. Közigazgatásilag Marčanához tartozik.

## Fekvése
Az Isztria délkeleti részén, Pólától 16 km-re északkeletre, községközpontjától 4 km-re északnyugatra, a Pólából Labinba vezető főúttól 1 km-re nyugatra fekszik.

## Története
A település a 16. század táján keletkezett, amikor a török hódítás elől menekülő dalmáciai és boszniai horvátokkal népesítették be. 1880-ban 104, 1910-ben 122 lakosa volt. Lakói főként mezőgazdaságból (gabona, gyümölcs és szőlő termesztés) éltek. Az első világháború után a falu Olaszországhoz került. A második világháború után Jugoszlávia része lett. Jugoszlávia felbomlása után 1991-ben a független Horvátország része lett. 2011-ben a falunak 78 lakosa volt.

## Lakosság
| Lakosság változása | Lakosság változása | Lakosság változása | Lakosság változása | Lakosság változása | Lakosság változása | Lakosság változása | Lakosság változása | Lakosság változása | Lakosság változása | Lakosság változása | Lakosság változása | Lakosság változása | Lakosság változása | Lakosság változása | Lakosság változása |
| ------------------ | ------------------ | ------------------ | ------------------ | ------------------ | ------------------ | ------------------ | ------------------ | ------------------ | ------------------ | ------------------ | ------------------ | ------------------ | ------------------ | ------------------ | ------------------ |
| 1857               | 1869               | 1880               | 1890               | 1900               | 1910               | 1921               | 1931               | 1948               | 1953               | 1961               | 1971               | 1981               | 1991               | 2001               | 2011               |
| 0                  | 0                  | 104                | 141                | 98                 | 122                | 0                  | 0                  | 105                | 109                | 89                 | 93                 | 202                | 87                 | 90                 | 78                 |